# Strzelectwo na Olimpiadzie Letniej 1906 – pistolet pojedynkowy, 25 m
Strzelanie z pistoletu pojedynkowego z 25 metrów (pełna nazwa: Pistolet pojedynkowy au commandement, 25 m) było jedną z konkurencji strzeleckich rozgrywanych podczas Olimpiady Letniej 1906 w Atenach. Zawody odbyły się 25 kwietnia na strzelnicy w Kallithei, miejscowości położonej niedaleko Aten.
Startowało 22 strzelców z siedmiu krajów. Zawodnicy mogli oddać 30 strzałów, za każdy z nich można było zdobyć 10 punktów. Maksymalna liczba punktów do zdobycia – 300. 
W tej konkurencji bardzo istotna była liczba trafień w tarczę, gdyż na jej podstawie przyznawano miejsca. Jeśli zawodnicy mieli tyle samo trafień, to dopiero wtedy decydowała liczba zdobytych punktów.

## Wyniki
| Miejsce       | Zawodnik                | Trafienia w tarczę | Wynik |
| ------------- | ----------------------- | ------------------ | ----- |
| 1             | Konstandinos Skarlatos  | 29                 | 133   |
| 2             | Hübner von Holst        | 27                 | 115   |
| 3             | Vilhelm Carlberg        | 26                 | 115   |
| 4             | Gerald Merlin           | 26                 | 111   |
| 5             | Sándor Török de Szendrő | 25                 | 104   |
| 6             | Léon Moreaux            | 23                 | 104   |
| 7             | Sidney Merlin           | 23                 | 103   |
| 8             | Ludwig Ternajgo         | 23                 | 103   |
| 9             | Jeorjos Petropulos      | 23                 | 95    |
| 10            | Maurice Faure           | 22                 | 98    |
| 11            | Hermann Martin          | 22                 | 95    |
| 12            | Maurice Lecoq           | 21                 | 89    |
| 13            | Eric Carlberg           | 20                 | 93    |
| 14            | Aleksandros Teofilakis  | 20                 | 89    |
| 15            | Charles Clapier         | 20                 | 78    |
| 16            | Heinrich Hintermann     | 19                 | 75    |
| 17            | Alfredos Fotiadis       | 18                 | 64    |
| 18            | Raoul de Boigne         | 17                 | 70    |
| 19            | Konstandinos Wutieridis | 17                 | 66    |
| 20            | Jean Fouconnier         | 16                 | 68    |
| Nie ukończyli | Jeorjos Orfanidis       |                    |       |
| Nie ukończyli | Cesare Liverziani       |                    |       |